# Tractat de Vaucelles
El tractat de Vaucelles va ser un tractat signat el 5 de febrer de 1556 a Vaucelles entre Enric II de França i Carles V.
Carles V, que estava preparant la seva abdicació, va buscar la pau amb França, que tenia una aliança amb els prínceps protestants alemanys pel Tractat de Chambord el 1552, concloent una treva de cinc anys i es reconeixien les noves possessions franceses (els bisbats de Metz, Toul i Verdun, moltes places fortes entre Luxemburg i Flandes, i possessions diverses en el Piemont, al centre de la Itàlia i Còrsega).
Aquesta treva es va trencar l'octubre de 1556 quan Pau IV, violentament anti-Habsburg, va tractar de reviure el conflicte excomunicant Carles V i Felip II de Castella, i va prometre a Enric II de França el Regne de Nàpols. Aquestes maquinacions i els del seu llegat, el seu nebot Carlo Carafa, va empènyer als imperials per envair els Estats Pontificis. Enric II va enviar immediatament un exèrcit a Itàlia dirigit per Francesc de Guisa. Després d'una sèrie de victòries, Guisa es va quedar encallat davant de la fortalesa de Civitella, al regne de Nàpols i va haver d'abandonar la seva campanya i tornar a França el setembre de 1557, mentre que el Papa havia arribat a un acord amb Felip II.